# ديفيد لازار
ديفيد لازار (بالرومانية: David Lazăr)‏ (8 أغسطس 1991 بأوراديا - ) هو لاعب كرة قدم روماني في مركز حراسة المرمى. شارك مع منتخب رومانيا تحت 21 سنة لكرة القدم. أما مع النوادي، فقد لعب مع سي إس باندوري تارغو جيو ونادي بوتوشاني وCSU Voința Sibiu ‏.

## وصلات خارجية
- ديفيد لازار على موقع الاتحاد الدولي (مؤرشف)  (الإنجليزية)
- ديفيد لازار على موقع الاتحاد الأوربي (الإنجليزية)
- ديفيد لازار على موقع قاعدة بيانات كرة القدم.إي يو (الإنجليزية)
- ديفيد لازار على موقع ناشيونال فوتبول تيمز (الإنجليزية)
- ديفيد لازار على موقع Soccerway.com (الإنجليزية)
- ديفيد لازار على موقع عالم كرة القدم.نت (الإنجليزية)
- ديفيد لازار على موقع AS.com (الإسبانية)